# Jürgen Bremer
Jürgen Bremer (Bützow, 26 de septiembre de 1940) es un deportista de la RDA que compitió en piragüismo en la modalidad de eslalon. Ganó cuatro medallas en el Campeonato Mundial de Piragüismo en Eslalon entre los años 1963 y 1971.

## Palmarés internacional
| Campeonato Mundial | Campeonato Mundial                 | Campeonato Mundial | Campeonato Mundial |
| Año                | Lugar                              | Medalla            | Competición        |
| ------------------ | ---------------------------------- | ------------------ | ------------------ |
| 1963               | Spittal (Austria)                  | Medalla de oro     | F1 individual      |
| 1967               | Lipno nad Vltavou (Checoslovaquia) | Medalla de oro     | K1 individual      |
| 1967               | Lipno nad Vltavou (Checoslovaquia) | Medalla de oro     | K1 por equipos     |
| 1971               | Merano (Italia)                    | Medalla de plata   | K1 por equipos     |